# Isillo

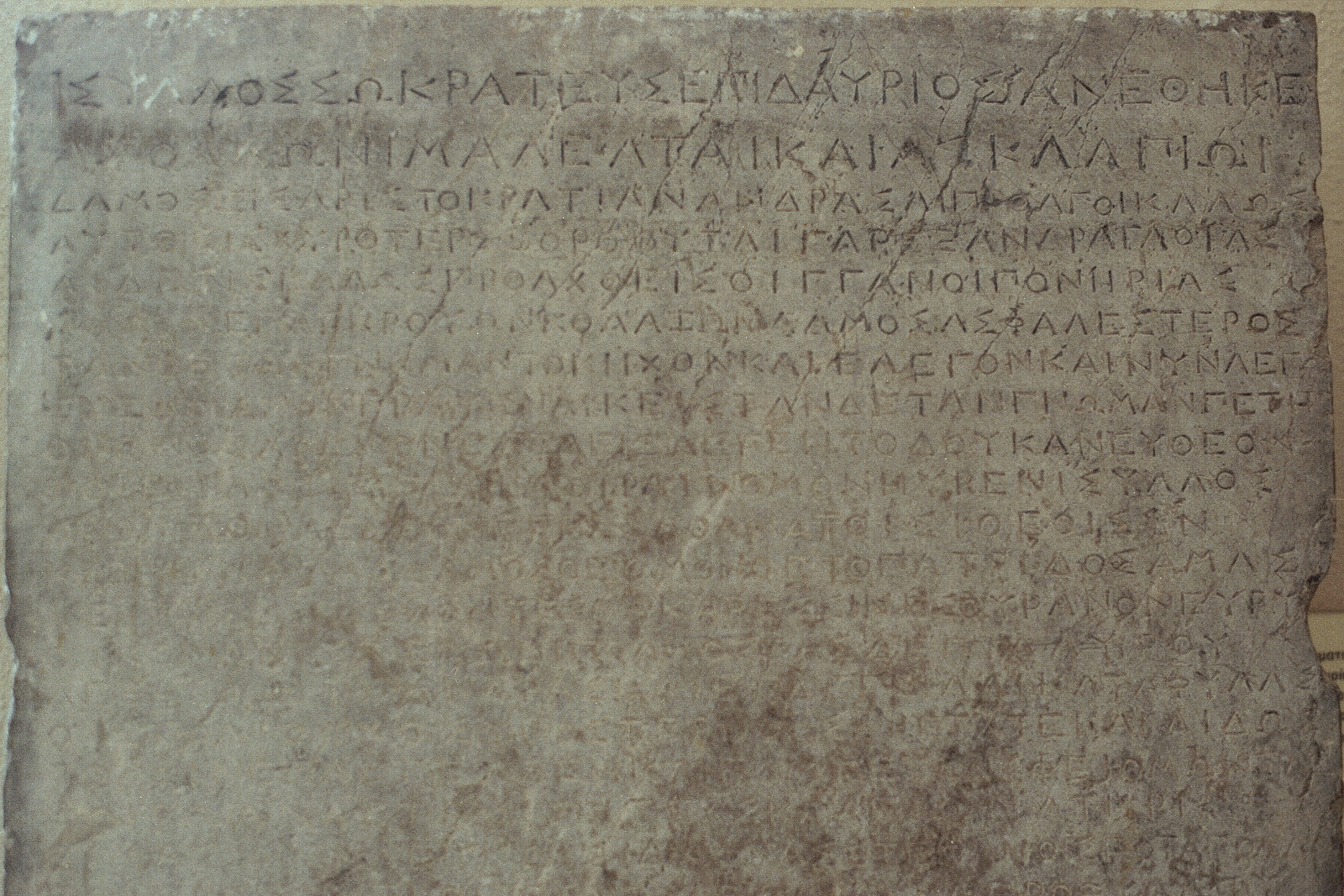
Iscrizione nel tempio di Asclepio a Epidauro

Isillo (in greco antico: Ἴσυλλος) è stato un poeta greco antico, databile tra il IV e il III secolo a.C..

## Storia
Il suo nome è stato riscoperto nel corso degli scavi sul sito del tempio di Asclepio a Epidauro. È stata rinvenuta un'iscrizione incisa su pietra, composta da 72 versi (tetrametri trocaici, esametri, ionici), prevalentemente in dialetto dorico. È preceduto da due versi in prosa in cui si afferma che l'autore era Isvllus, un epidauriano, e che era dedicato ad Asclepio e Apollo di Malea. Contiene alcune osservazioni politiche, che mostrano una generale simpatia per una forma di governo aristocratica; un avviso di autocelebrazione della decisione, approvata su istigazione del poeta, di organizzare una solenne processione in onore dei due dèi; un peana (senza dubbio da usare nella processione), dedicato principalmente alle relazioni genealogiche di Apollo e Asclepio; un poema di ringraziamento per l'aiuto reso a Sparta da Asclepio contro "Filippo", quando guidò un esercito contro Sparta per abbattere la monarchia. L'offerta di aiuto fu fatta dal dio stesso al giovane poeta, che era entrato nell'Asclepieum per pregare per la guarigione dalla malattia, e comunicò la buona notizia agli Spartani. Il Filippo a cui si fa riferimento è identificato con Filippo II di Macedonia, che invase il Peloponneso dopo la battaglia di Cheronea nel 338 a.C., o con Filippo V, che intraprese una campagna simile nel 218 a.C.

## Edizioni
L'iscrizione fu trascritta per la prima volta da P. Kavvadias e da J. F. Baunack in Studien auf dem Gebiete der griechischen und der arischen Sprachen nel 1886. Ulrich von Wilamowitz-Moellendorff, che caratterizza Isillo come un "poeta senza talento e un politico farsesco", ha scritto su di lui un elaborato trattato , contenente il testo con note e saggi sulla condizione politica del Peloponneso e il culto di Asclepio.